# Little Dorrit
Little Dorrit (in Übersetzungen meist: Klein Dorrit) ist ein Roman von Charles Dickens, der zuerst als Fortsetzungsroman von 1855 bis 1857 veröffentlicht wurde. Im Mittelpunkt der Erzählung steht  Amy Dorrit, das jüngste Kind der Familie Dorrit, geboren und aufgewachsen im Schuldgefängnis Marshalsea in London. In dieser Institution war auch Dickens’ Vater eingesperrt gewesen. Little Dorrit begegnet Arthur Clennam, der nach 20-jähriger Abwesenheit in die Heimat zurückgekehrt ist und ein neues Leben beginnen möchte.
Der Roman befasst sich in Form einer Satire mit den Mängeln von Staat und Gesellschaft, insbesondere auch mit der Institution des Schuldgefängnisses, in dem Schuldner eingesperrt sind, bis ihre Schulden bezahlt sind, während sie selbst nicht arbeiten dürfen.
In dem Roman wird das Fehlen sozialer Sicherheit kritisiert, ebenso die Arbeits- und Lebensbedingungen der Industriearbeiter, ferner die Bürokratie des britischen Schatzamtes, das im Gewand des fiktiven „Circumlocution Office“ erscheint, eines Amtes für „Umschweife und Patentanmeldungen“. In der Form der Satire behandelt Dickens die Klassenstruktur der britischen Gesellschaft seiner Zeit.

## Zusammenfassung der Handlung

### 1. Teil: Armut
Der Roman beginnt in Marseille „vor dreißig Jahren“ (also etwa 1826). Der berüchtigte Mörder Rigaud erzählt seinem Zellengenossen John Baptiste Cavalletto, wie er seine Frau umgebracht hat.
Arthur Clennam wird derweil mit einer Gruppe von Reisenden in Marseilles in Quarantäne festgehalten. Bei dieser Gelegenheit lernt er neue Freunde kennen. Arthur hat 20 Jahre zusammen mit seinem Vater in China gelebt. Sie haben dort die Geschäfte betrieben, die der Familie Clennam gehören. Der Vater ist in China gestorben, Arthur fährt nun nach London, um seine Mutter zu besuchen. Auf dem Sterbebett hatte der Vater ihm eine geheimnisvolle Botschaft mitgegeben, indem er „deine Mutter“ murmelte und ihm eine Taschenuhr übergab.
Im Gehäuse der Uhr befindet sich ein altes Stück Seidenpapier mit den mit Perlen darauf gestickten Buchstaben „DNF“ (als Abkürzung für „Do Not Forget“, dt.: „Nicht vergessen!“).

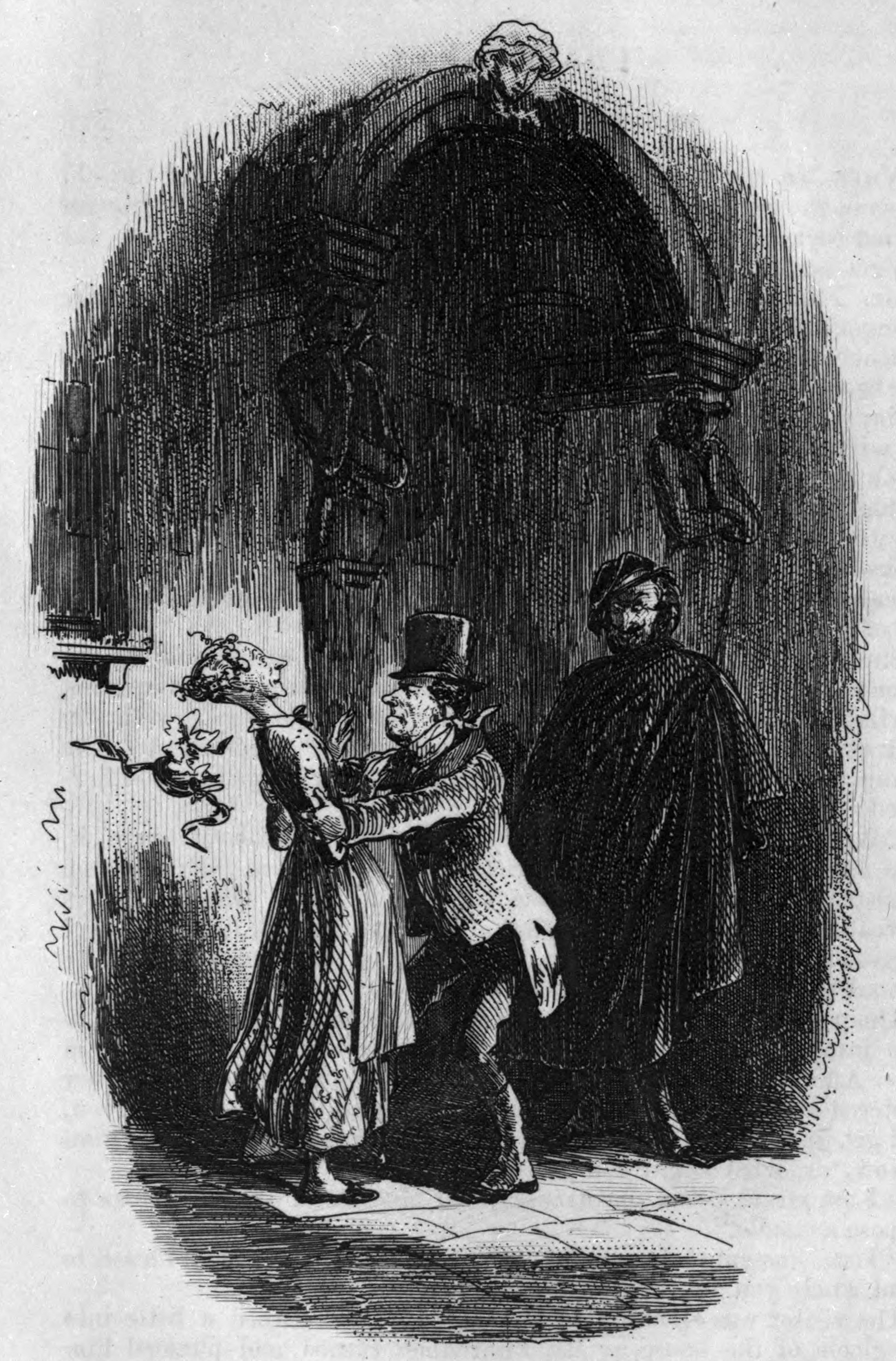
Mr. Flintwinch hat einen leichten Anfall von Gereiztheit

Die unerbittliche Mrs Clennam, die jetzt einen Rollstuhl nutzte, weigert sich, die Bedeutung dieser Botschaft zu erklären. Das führt zu einer Entfremdung zwischen Mutter und Sohn.
In London ist William Dorrit inzwischen seit mehr als zwanzig Jahren Gefangener im Marshalsea-Schuldgefängnis. Er hat drei Kinder: Edward, Fanny und Amy. Amy, genannt Little Dorrit, wurde im Schuldgefängnis geboren. Ihre Mutter starb, als Amy acht Jahre alt war. Ihr Onkel, Williams älterer Bruder Frederick, wohnt mit Amys Schwester Fanny in Freiheit. William Dorrits erwachsene Kinder können das Gefängnis nach Belieben betreten und verlassen.
Little Dorrit bringt sich und ihren Vater mit Näharbeiten außerhalb des Schuldgefängnisses durch. Dem Vater gegenüber erwähnt sie das nicht, da dieser seine finanzielle Situation verdrängt und verleugnet. Ebenso wenig erwähnt sie ihm gegenüber die Tatsache, dass er das Gefängnis nicht verlassen darf. William Dorrit gefällt sich in der Rolle des „Vaters des Marshalsea“, von den übrigen Insassen wird er allgemein respektiert.
Arthur teilt seiner Mutter mit, dass er das Familiengeschäft nicht übernehmen will. Daraufhin entscheidet sich Mrs. Clennam für Jeremiah Flintwinch als Teilhaber. Arthur erfährt, dass seine Mutter Little Dorrit als Näherin beschäftigt. Sie legt dabei eine für sie ungewöhnliche Freundlichkeit an den Tag. Arthur fragt sich, ob das junge Mädchen etwas mit dem Geheimnis der Taschenuhr zu tun haben mag. Arthur folgt dem Mädchen bis zum Marshalsea-Gebäude. Er versucht, über das Circumlocution Office etwas über die Schulden von William Dorrit herauszufinden, jedoch vergeblich. In dem Gebäude dieser Behörde trifft er den erfolgreichen Erfinder Daniel Doyce. Dieser sucht einen Teilhaber und Wirtschaftskundigen für seine Fabrik; Clennam findet sich bereit, diese Rolle zu übernehmen. Amy Dorrit verliebt sich in Arthur, der jedoch davon nichts bemerkt.
Arthur trifft seine ehemalige Verlobte Flora Finching, deretwegen er nach China geschickt wurde. Diese ist jetzt eine unattraktive Witwe, stets in Begleitung der Tante ihres verstorbenen Mannes. Ihrem Vater, Mr. Casby, gehören zahlreiche Mietshäuser. Mr. Pancks treibt für ihn die Mieten ein. Der unermüdliche Pancks macht eine Entdeckung: William Dorrit ist der bisher unbekannte Erbe eines enormen Vermögens, das es ihm ermöglichen würde, dem Schuldgefängnis zu entkommen und das Ansehen der ganzen Familie zu verbessern.

### 2. Teil: Reichtum
Die Familie Dorrit, nunmehr wohlhabend, beschließt, man müsse eine Europa-Tour machen, den Kontinent bereisen. Sie reisen über die Alpen und lassen sich eine Zeit lang in Venedig und schließlich in Rom nieder. Die Dorrits zeigen ihren neuen Reichtum und ihre gesellschaftliche Stellung stolz vor, über die Vergangenheit reden sie nicht gern mit ihren neuen Bekannten. Little Dorrit hat Mühen, sich in die neue Rolle hineinzufinden und neue Orte und Ansichten schön zu finden. Ihre Schwester Fanny dagegen macht sich rasch die Regeln der guten Gesellschaft zu Eigen. Sie wird von Edmund Sparkler umworben, der schon in London in ihrer Zeit der Armut um sie war, nun jedoch einen Neuanfang wagt und mit der Zustimmung seiner Mutter rechnen kann. Während einer Gesellschaft, die die Familie in Rom gibt, erkrankt Mr. Dorrit und stirbt.
Dessen ängstlicher Bruder Frederick stirbt noch am selben Abend. Amy Dorrit, nunmehr ganz allein, kehrt nach London mit der frischvermählten Fanny und deren Ehemann, dem etwas verblödeten Edmund Sparkler, zurück.

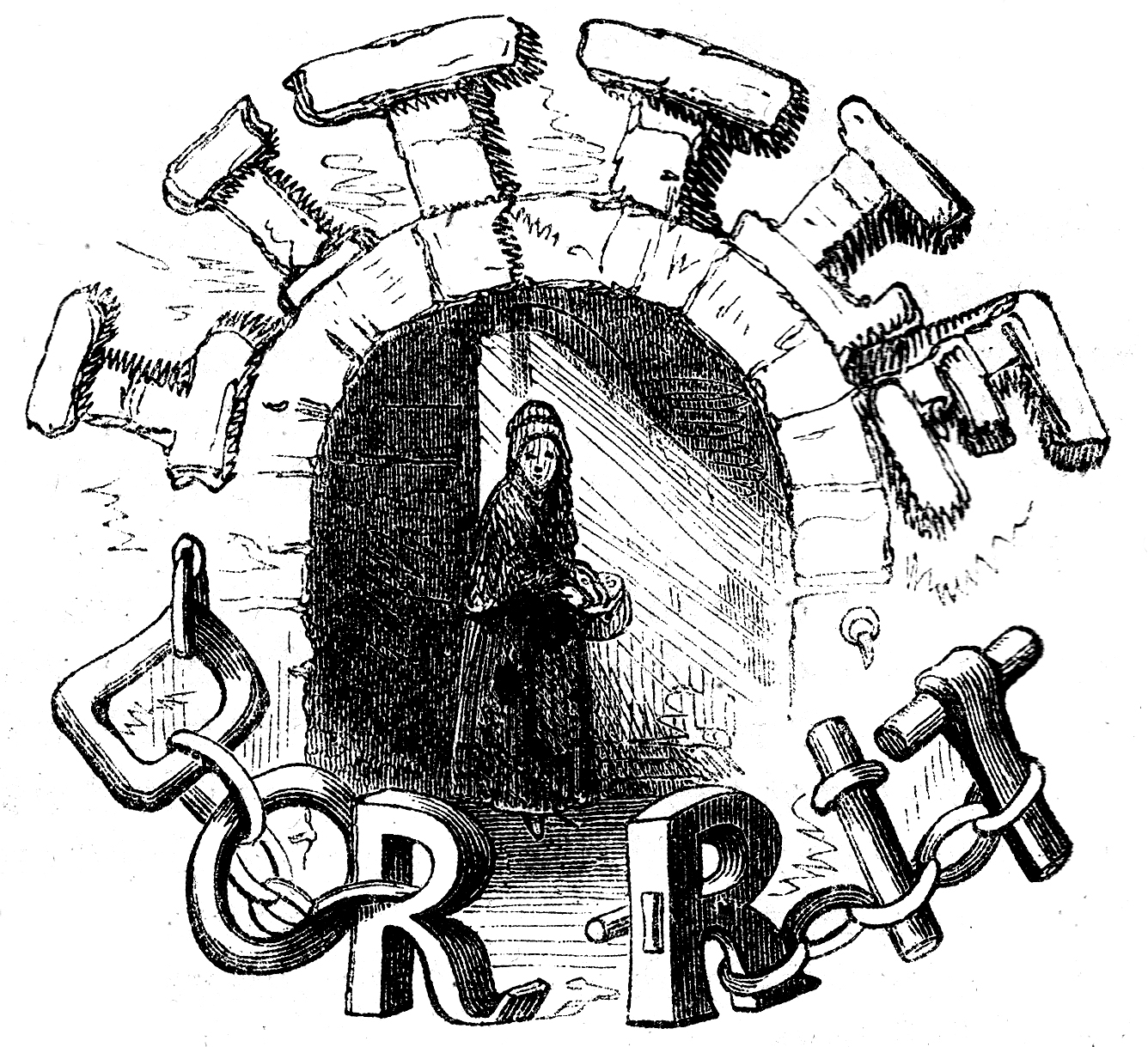
Engraving of „Little Dorrit“, 1856

Merdle, Edmund Sparklers Stiefvater, geht mit seinem Finanzinstitut bankrott, er begeht Selbstmord. Der finanzielle Zusammenbruch reißt die Ersparnisse der Dorrits, der Firma von Doyce und Clennam, von Arthur Clennam und von Pancks mit in den Abgrund. Der nun überschuldete Arthur Clennam wird im Marshalsea eingesperrt, er wird dort krank. Nachdem Amy nach London zurückgekehrt ist, pflegt sie ihn wieder gesund.
Cavalletto findet heraus, dass sich der schurkische Rigaud unter dem Namen Blandois in London aufhält. Er bringt ihn zu Arthur Clennam. Dieser schickt den unerwünschten Mann zu seiner Mutter, die inseriert hatte, um ihn zu finden. Rigaud alias Blandois versucht, Mrs. Clennam mit seinen Kenntnissen über ihre Vergangenheit zu erpressen. Mrs. Clennam hatte Arthur aufgezogen und seiner Mutter verboten, ihn zu sehen. Mrs. Clennam fühlt sich berechtigt, auf diese Weise andere zu bestrafen, die sie verletzt hatten. Arthurs leibliche Mutter war gestorben, als Arthur nach China reiste. Sie lebte zusammen mit Flintwinchs Zwillingsbruder im Ausland.
Clennams reicher Onkel, geplagt von Schuldgefühlen, hat testamentarisch Arthurs leibliche Mutter und deren jüngste Tochter als Erben eingesetzt bzw., falls es keine Tochter gibt, das jüngste Kind seines Bruders.
Der Wohltäter war Frederick Dorrit, der freundliche Musiker, der mit Arthurs leiblicher Mutter befreundet war, die Begünstigte ist seine Nichte, Amy Dorrit. Blandois hinterließ im Marshalsea eine Abschrift des Dokuments für Little Dorrit.
Mrs. Clennam weiß von dieser Erbschaft, verheimlicht sie aber zunächst gegenüber Amy, auch erzählt sie Arthur nichts über seine leibliche Mutter. Nicht bereit, der Erpressung nachzugeben und von Schuldgefühlen geplagt, erhebt sich die im Rollstuhl steifgewordene Frau und geht wankend aus dem Haus, um Little Dorrit im Marshallsea das Geheimnis zu offenbaren. Sie bittet Amy um Vergebung, die ihr freigebig gewährt wird. Auf dem Heimweg stürzt Mrs. Clennam, sie kann weder sprechen noch die Gliedmaßen bewegen. Ihr Haus stürzt ein und begräbt Rigaud unter sich. Affery wird verschont, sie hatte das Haus verlassen, um ihre Herrin zu suchen; Jeremiah hatte London fluchtartig verlassen mit so viel Geld, wie er in der Eile an sich raffen konnte. Amy entschließt sich, nichts davon Arthur zu erzählen; nachdem er genesen ist, bittet sie ihn, die Kopien zu verbrennen. Auf der Suche nach den Originalen befragt Mr. Meagles auch Miss Wade. Diese hat die Dokumente in Verwahrung, was sie ihm gegenüber jedoch ableugnet. Jedoch entweicht Tattycoram mit den Dokumenten nach London und übergibt sie Mr. Meagles, der sie an Amy weiterreicht. Mr. Meagles spürt dann noch Arthurs Teilhaber Daniel Doyce auf. Dieser kehrt als erfolgreicher und wohlhabender Mann zurück. Er begleicht Arthurs Schulden, was diesen aus dem Schuldgefängnis befreit. Arthur hat wieder ein Vermögen, seine geschäftliche Stellung an der Seite von Doyce ist gesichert. Arthur und Amy heiraten.

## Nebenstränge der Handlung
Der Roman Little Dorrit beinhaltet zahlreiche Nebenstränge. In einer Nebenhandlung treten Arthur Clennams Freunde auf, die freundliche Meagles-Familie, deren Mitglieder darüber aufgebracht sind, dass die Tochter Pet den Künstler Henry Gowan heiratet; sie sind auch darüber verärgert, dass ihre Dienerin und Pflegetochter von der undurchsichtigen Miss Wade abgeworben wurde, die wiederum mit dem Verbrecher Rigaud gut bekannt ist. Miss Wade, die ehemalige Geliebte Gowans, war von diesem sitzen gelassen worden.
Ein anderer Nebenstrang handelt vom Italiener John Baptist Cavalletto. Dieser war in Marseilles der Zellengenosse Rigauds gewesen. Er saß dort eine Strafe für ein geringeres Vergehen als dieser ab. Er kommt nach London, wo er zufällig Clennam trifft. Dieser bürgt für ihn und erlaubt es ihm damit, ein Gewerbe für Holzschnitzarbeiten aufzubauen und im Bleeding Heart Yard, einem Wohnviertel, akzeptiert zu werden. Er revanchiert sich, indem er nach Blandois/Rigaud fahndet. Bei dieser Gelegenheit werden die Geheimnisse von Mrs. Clennam aufgedeckt.
Ein anderer wichtiger Nebenstrang stellt in Form einer Satire die britische Bürokratie dar, hier in Gestalt des Circumlocution Office, dessen Spezialität das Verhindern von sinnvollen Aktivitäten ist.

## Die Figuren des Romans
- Rigaud: Ein Mann, der im Gefängnis von Marseilles auf seinen Prozess wegen des Mordes an seiner Ehefrau wartet. Er verlangt von seiner Umgebung, dass man ihn als Gentleman behandelt, obwohl er seinerseits die anderen nicht so behandelt. Unter dem Namen Lagnier steigt er in Frankreich in einer Gastwirtschaft ab. Zwar ist es ihm gelungen, das Schwurgericht von seiner Unschuld zu überzeugen, jedoch halten ihn die meisten Franzosen für schuldig. In England ist er als Blandois bekannt, er plant eine Erpressung.
- John Baptist Cavalletto: Ein Italiener, der in Marseille auf seinen Prozess wegen Schmuggels wartet. Er wurde in dieselbe Zelle wie Rigaud gesperrt. Er schafft es, nach England zu kommen, wo er sich in Bleeding Heart Yard niederlässt, gefördert von Arthur Clennam.
- Arthur Clennam: Auf der Rückfahrt aus China musste er mehrere Wochen in Marseilles in Quarantäne verbringen, da er auf der Reise durch einen Ort gekommen ist, in dem die Pest wütete. Er ist 40 Jahre alt und Junggeselle; in der Quarantäne schließt er neue Freundschaften. Er ist ehrenhaft, freundlich und geschäftstüchtig.
- Mrs. Clennam: Die Ehefrau von Mr. Clennam. Sie hat das Geschäft der Familie in London geleitet. Sie wurde als Mitglied einer strengen Sekte erzogen und behält die Gewohnheiten aus ihrer Kindheit bei. Sie lebte mit Arthur in London zusammen, bis dieser mit einer Freundin ertappt wurde. Sie missbilligte diese Liebschaft, ebenso wie die Eltern des Mädchens. Daher schickte sie Arthur nach China, wo er dem Vater im Geschäft helfen sollte.
- Gilbert Clennam: Er war der Onkel von Arthur Clennams Vater; er gründete das Familienunternehmen. Er zwang den von ihm aufgezogenen Neffen, die von diesem eingegangene Ehe aufzulösen und eine Frau zu heiraten, die der Onkel ausgesucht hatte. Zur Zeit der Handlung des Romans lebt er zwar nicht mehr, jedoch 40 Jahre früher, als Arthur geboren wurde.
- Arthur Clennams leibliche Mutter: Im Roman trägt sie keinen Namen, sie wird nur als Arthurs leibliche Mutter und als die erste Frau seines Vaters genannt. Sie wurde von Mrs. Clennam und Gilbert Clennam vertrieben.
- Affery: Die spätere Mrs. Flintwinch. Sie kümmert sich um Mrs. Clennam und auch um Arthur, bis dieser nach China geht. Sie fürchtet sich vor ihrem Ehemann und vor ihrer Herrin. Sie nimmt die Geräusche des Hauses wahr, die ihr unheimlich sind.
- Jeremiah Flintwinch: Angestellter in der Firma Clennam, bis Arthur nach seiner Rückkehr nach London erklärt, dass er nicht mehr im Familienbetrieb arbeiten wird. Mr. Flintwinch wird nun Teilhaber. Seit Mrs. Clennam behindert ist und Pflege braucht, hat sie beschlossen, dass Flintwinch und Affery heiraten müssen, was diese auch tun. Nach dem Erpressungsversuch flieht Flintwinch aus London. Man sagt, er sei in Amsterdam und Den Haag als Mynheer von Flyntevynge bekannt.
- Mr. Meagles: Ein Engländer, der mit Frau, Tochter und deren Zofe durch Europa reist. Er ist ein Bankier, der sich zur Ruhe gesetzt hat. Er wird mit seiner Familie in Marseilles in Quarantäne festgehalten. Sie sind zwar nicht erkrankt, haben auf ihren Reisen aber ein von der Pest befallenes Gebiet durchquert. Meagles freundet sich mit Arthur Clennam an.
- Mrs. Meagles: Die Ehefrau von Mr. Meagles und Mutter der gemeinsamen Tochter.
- Minnie Meagles: Die Tochter von Mr. und Mrs. Meagles. Ihre Zwillingsschwester ist gestorben. Sie ist eine hübsche junge Frau, die von ihren Eltern verwöhnt wird. Diese nennen sie Pet. Sie heiratet gegen den Wunsch ihrer Eltern Henry Gowan.
- Tattycoram: Die Zofe von Minnie Meagles. Sie war ein Waisenkind, dessen sich die Meagles angenommen haben. Sie ist jünger als Minnie, hat volles dunkles Haar und ein Temperament, das gern in Zorn umschlägt. Ihr Name war eigentlich Harriet Beadle. Sie lebt zunächst mit den Meagles in Twickenham, dann bei Miss Wade in London und Calais, bis sie schließlich zu den Meagles zurückkehrt.
- Miss Wade: Eine weitere Reisende, die in Marseilles in Quarantäne festgehalten wurde. Sie lebt an sich zurückgezogen, tut sich dann aber mit Tattycoram zusammen. Einst hatte Henry Gowan um sie geworben. Sie ist mit Rigaud befreundet, der ihr sogar die wertvolle Schachtel mit den Familiendokumenten der Clennams überlassen hat.
- William Dorrit: Als die Handlung des Romans einsetzt, befindet er sich schon seit mehr als dreißig Jahren im Schuldnergefängnis Marshalsea, das er zusammen mit seiner Frau und zwei gemeinsamen Kindern bezogen hat. Allmählich wird er zum „Vater des Marshalsea“. Das hat mit seinen Umgangsformen zu tun, die seiner sozialen Herkunft entsprechen. Übrigens unternimmt er nichts, um seine finanzielle Situation, die ihn ins Schuldgefängnis gebracht hat, zu verbessern.
- Mrs. Dorrit: Sie kam einen Tag nach ihrem Mann im Gefängnis an zusammen mit ihren beiden Kindern. Sie war zu dieser Zeit schwanger und gebar dann die zweite Tochter des Ehepaars Amy. Als diese acht Jahre alt war, starb ihre Mutter.
- Edward Dorrit: Das älteste der Dorrit-Kinder. Man nennt ihn Tip. Beim Eintritt in das Gefängnis ist er drei Jahre alt. Er wird zum Spieler.
- Fanny Dorrit: Die ältere der beiden Dorrit-Töchter. Sie kommt im Alter von zwei Jahren ins Gefängnis. Sie wird eine attraktive und aktive junge Frau, die das Tanzen für das Revue-Theater erlernt. Später wird sie Edmund Sparkler heiraten.
- Amy Dorrit: Sie wurde im Schuldgefängnis Marshallsea geboren. Man nennt sie Little Dorrit („Die kleine Dorrit“), da sie sehr zierlich ist. Sie kümmert sich stets um ihre Mitmenschen, hat ein weiches Herz, ist aber tüchtig und verdient den Lebensunterhalt für sich und ihren Vater. Zu Beginn des Romans ist sie 22 Jahre alt.
- Frederick Dorrit: Williams älterer Bruder, der Onkel von Fanny und Amy. Er ist künstlerisch begabt und spielt Klarinette, mit deren Hilfe er sich seit der Verarmung der Familie ernährt. Er ist anders geartet als sein jüngerer Bruder. Früher hatte er einen Freundeskreis, der aus Künstlern bestand und zu dem auch Arthur Clennams leibliche Mutter, eine Sängerin, gehörte.
- Der junge John Chivery: Der Sohn von John Chivery dem Älteren. Dieser hofft, zu gegebener Zeit seine Stellung als Schließer des Marshallsea-Gefängnisses an den Sohn übergeben zu können. John der Jüngere ist in Little Dorrit verliebt, jedoch werden seine Gefühle von dieser nicht erwidert. Er versucht indes, Amy zu helfen, wo er nur kann; dazu gehört auch, dass er Pancks bei dessen Bemühungen unterstützt, den Dorrits ihre Erbschaft zu verschaffen.
- Mrs. Finching: Während der Erzählzeit eine Witwe. In ihrer Jugend hatte Flora ein Liebesverhältnis mit Arthur Clennam. Bei dessen Rückkehr nach England hofft sie zunächst, er werde sich wieder in sie verlieben, obwohl sie sich stark verändert hat. Sie sorgt für Schmunzeln, da sie Arthur nicht, wie es die veränderten Umstände an sich erfordern würden, als Mr. Clennam anredet, sondern mit seinem Vornamen. Ihr Vater ist Mr. Casby.
- Mr. Finchings Tante: Beim Tode ihres Ehemannes „erbt“ Mrs. Finching die Pflege seiner Tante. Diese macht höhnische Bemerkungen, die jedoch niemand versteht.
- Mr. Christopher Casby: Auch „der Patriarch“ genannt wegen seines scheinbar freundlichen Auftretens. Er hat langes graues Haar.  Insgeheim ist er geldgierig, nach außen zeigt er ein anderes Gesicht. Er ist der Eigentümer der Wohnanlage Bleeding Heart Yard. Flora ist seine Tochter.
- Mr. Pancks: Er treibt für Mr. Casby die Mieten ein. Er schließt Freundschaft mit Arthur Clennam. Er genießt es, die Erben für hinterlassenes Vermögen zu ermitteln. In dieser Rolle bezeichnet er sich als „Wahrsager“.
- Mr. Rugg: Ein Rechtsanwalt, der sowohl Pancks als auch die Firma Doyce & Clennam vertritt. Pancks ist sein Mieter. Er hilft dabei, die Dorrits als Erben eines Vermögens zu ermitteln.
- Daniel Doyce: Ein Erfinder von mechanischen Geräten. Er hat einige seiner Erfindungen in Paris und St. Petersburg erfolgreich vermarktet. Nun ist er nach England zurückgekehrt; er hofft vergeblich, ein Patent für ein von ihm erfundenes Gerät anmelden zu können. Bleeding Heart Yard ist der Sitz seiner Firma, dort betreibt er seine Werkstatt. Er lernt Arthur Clennam im Circumlocution Department kennen. Er ist mit Mr. Meagles befreundet. Arthur Clennam macht er zum Teilhaber an seiner Firma, dieser soll sich um die Finanzen kümmern.
- Edmund Sparkler: Ein junger Mann aus der Oberschicht, etwas begriffsstutzig. Er ist von Fanny Dorrits Tanzkünsten begeistert. Nachdem die Dorrits reich geworden sind, treffen die beiden wieder auf einander; er wirbt um Fanny, bis sie sich einverstanden erklärt, ihn zu heiraten. Mr. Merdle hält im Circumlocution Office einen Posten für Sparkler frei.
- Mrs. Merdle: Edmund Sparklers Mutter. Sie heiratet in zweiter Ehe Mr. Merdle. Sie glaubt, dass Fanny ihrer gesellschaftlichen Stellung entspricht.
- Mr. Merdle: In den Zeiten des Reichtums bei den Dorrits ist Merdle der „Mann des Zeitalters“, ein Bankier und Investor. Die Nachrichten von den finanziellen Erfolgen seiner Geldanlagen verbreiten sich wie ein Lauffeuer. Jeder will bei ihm Geld anlegen. Leider scheitert er mit seiner Anlagestrategie. Das wird jedoch erst nach seinem Selbstmord bekannt.
- Henry Gowan: Ein gutaussehender junger Mann, der mit den Barnacles verwandt ist, aber nur weitläufig, weshalb er nur ein kleines Einkommen durch seine Mutter erwirbt. Er versucht, als Maler Geld zu verdienen. Er hält um Minnie Meagles' Hand an und heiratet sie zu der Zeit, zu der die Dorrits reich werden, wobei ihn vor allem seine Schwiegereltern finanziell unterstützen. Auf der Europa-Rundreise treffen die Jungvermählten auf die Dorrits.
- Mrs. Gowan: Witwe und Mutter von Henry Gowan.
- Tite Barnacle: Er ist im Circumlocution Department in London angestellt. Er gehört zum geadelten Zweig der Barnacles. Arthur lernt ihn kennen bei seinem ersten Versuch, etwas über den Gläubiger zu erfahren, der William Dorrit ins Schuldgefängnis werfen ließ, sowie später, als er versucht, ein Patent für Doyces Erfindung anzumelden; beide Versuche scheitern.
- Ferdinand Barnacle: Ein jüngeres Mitglied der Barnacle-Familie. Er ist mit Henry Gowan befreundet. Er besucht Arthur Clennam im Marshalsea-Schuldgefängnis und ist froh zu erfahren, dass das Circumlocution Office nichts mit der Inhaftierung von Arthur zu tun hat.
- Mr. Plornish: Ein Gipser, der mit seiner Familie im Bleeding Heart Yard wohnt. Er war kurze Zeit im Marshalsea inhaftiert, wo er William Dorrit und Little Dorrit kennenlernte. Mit letzterer ist er befreundet.
- Mrs. Plornish: Seine Frau. Sie ist mit John Baptist Cavalletto, dem neuen Mitbewohner von Bleeding Heart Yard, und Arthur Clennam befreundet.
- Mr. Nandy: Der Vater von Mrs. Plornish. Er wohnt bei seiner Tochter und ihrer Familie, so lange deren finanzielle Verhältnisse das erlauben. Dann allerdings muss er ins Armenhaus. Er ist der einzige Arme, dem William Dorrit erlaubt, ihn zu besuchen. Als Little Dorrit einmal zusammen mit ihm von der Wohnung der Plornishs zum Schuldgefängnis geht, regen sich ihr Vater und ihre Schwester Fanny darüber auf, dass sie sich mit einem Insassen des Armenhauses sehen lässt.
- Maggy: Eine aufgrund einer Erkrankung geistig zurückgebliebene junge Frau, die mit Little Dorrit befreundet ist. Da sie größer und dicker als Amy ist, nennt sie diese „kleine Mutter“.
- Mrs. General: William Dorrit hat diese Witwe als Gouvernante für seine Töchter eingestellt, damit sie ihnen die Manieren der guten Gesellschaft beibringt, nachdem die Familie reich geworden ist. Sie ist stolz darauf, dass sie nie Gefühle zeigt. Sie spricht immer ruhig und kontrolliert. Sie sieht stets sehr gepflegt aus, „wie aus dem Ei gepellt“.
- Ephraim Flintwinch: Jeremiahs Zwillingsbruder, der in Antwerpen lebt. Er hat Arthurs leibliche Mutter bei sich aufgenommen, nachdem sie von Mrs. Clennam verjagt worden war, und sie bis zu ihrem Tod gepflegt. Das war zu der Zeit, in der Arthur und sein Vater nach China ausreisten. Vor Arthurs Rückkehr nach England gab Jeremiah das Testament des Onkels und Briefe seiner Mutter seinem Zwillingsbruder Ephraim, der die Schachtel mit den Papieren an Rigaud weitergab.

## Zum Hintergrund des Romans
Das Vorbild für die Romanfigur Little Dorrit (Amy) war Mary Ann Cooper (geborene Mitton), die Dickens manchmal bei ihrer Familie besuchte. Die Familie wohnte in The Cedars, einem Haus an der damaligen Hatton Road im Westen von London. Das Grundstück befindet sich heute unter dem östlichen Rand des Flughafens Heathrow.

## Motive des Romans, Rezeption
So wie einiges andere im Spätwerk von Dickens hat auch dieser Roman manche Wendungen in der Wertschätzung durch die Kritik erlebt.
Es wurde nachgewiesen, dass der Roman eine kritische Darstellung des damaligen britischen Schatzamtes beinhaltet, ebenso eine Kritik an den schweren Fehlern, die dazu führten, dass 360 britische Soldaten in der Schlacht von Balaklava das Leben verloren. Eingesperrtsein – sowohl im wörtlichen wie im übertragenen Sinn – ist eines der Hauptthemen des Romans. Eingesperrt sind Clennam und die Meagles in der Quarantäne in Marseille, Rigaud sitzt wegen Mord im Gefängnis, Mrs. Clennam ist an ihr Haus gefesselt, die Dorrits sind im Marshalsea eingeschlossen und die meisten der Figuren des Romans sind in den starren Klassenschranken des damaligen England gefangen.
Tschaikowski war von dem Roman hingerissen.
Die US-amerikanische Literaturkritikerin Anne Stevenson nennt den Roman eine wunderbare Lektüre, einen „tragisch-komisch-satirisch-poetischen“ Roman, der eine Allegorie der Liebe darstelle. Sie lobt die Darstellung der Hauptfiguren (Arthur Clenham, Mr. Dorrit, Little Dorrit), sie kritisiert jedoch die Nebenfiguren, die nur Marionetten eines Puppenspielers seien, der sie mit formelhaften Wendungen ausstattet. Schon die Namen dieser Figuren bezeichneten ihr Wesen und ihr Verhalten: der energiegeladene Mr. Pancks kämmt seine Haare hoch und schnauft wie ein Dampfboot; Mr. Sparkler schwadroniert ständig von „verdammt feinen Damen, die keinen Unsinn an sich haben“; Mr. Flintwinch mit seinem schiefen Hals und seiner schiefsitzenden Krawatte schraubt sich in Ecken hinein.

## Editionsgeschichte
Little Dorrit wurde zuerst in neunzehn Fortsetzungen veröffentlicht, wobei jede Folge aus 32 Seiten mit zwei Illustrationen von Hablot Knight Browne (unter seinem Pseudonym Phiz) versehen war. Die Fortsetzungen kosteten jeweils einen Shilling mit Ausnahme der letzte Folge, diese kostete zwei Shilling.
Es folgt eine Liste der Fortsetzungen:
Erstes Buch – Armut
- I – Dezember 1855 (Kapitel 1–4)
- II – Januar 1856 (5–8)
- III – Februar 1856 (9–11)
- IV – März 1856 (12–14)
- V – April 1856 (15–18)
- VI – Mai 1856 (19–22)
- VII – Juni 1856 (23–25)
- VIII – Juli 1856 (26–29)
- IX – August 1856 (30–32)
- X – September 1856 (33–36)

Zweites Buch – Reichtum
- XI – Oktober 1856 (Kapitel 1–4)
- XII – November 1856 (5–7)
- XIII – Dezember 1856 (8–11)
- XIV – Januar 1857 (12–14)
- XV – Februar 1857 (15–18)
- XVI – März 1857 (19–22)
- XVII – April 1857 (23–26)
- XVIII – Mai 1857 (27–29)
- XIX-XX – Juni 1857 (30–34)

1857 erschien der Roman bei Bradbury and Evans als Buch.

## Adaptionen
Der Roman Little Dorrit ist fünf Mal verfilmt worden; die ersten drei Filme wurden 1913, 1924 und 1934 gedreht. In der deutschen Verfilmung von 1934 Kleine Dorrit spielten in den Hauptrollen Anny Ondra als Little Dorrit und Mathias Wieman als Arthur Clennam. Regie führte Karel Lamač. 1988 wurde der Roman im Vereinigten Königreich unter dem Titel Little Dorrit (im deutschsprachigen Raum unter dem Titel Klein Dorrit) verfilmt. Regie führte Christine Edzard; in den Hauptrollen traten Alec Guinness  als William Dorrit und Derek Jacobi als Arthur Clennam auf sowie mehr als 300 weitere britische Schauspieler und Schauspielerinnen.
Die fünfte Adaptation war eine Fernsehserie, die von BBC und WGBH-TV (Boston) produziert wurde. Das Drehbuch stammte von Andrew Davies; in den Hauptrollen spielten Claire Foy (als Little Dorrit), Andy Serkis (als Rigaud/Blandois), Matthew Macfadyen (als Arthur Clennam), Tom Courtenay (als William Dorrit), Judy Parfitt (als Mrs Clennam) und Alun Armstrong (als Jeremiah/Ephraim Flintwinch). Die Serie wurde von Oktober bis Dezember 2008 in Großbritannien ausgestrahlt, im April 2009 in den USA in der Reihe Masterpiece von PBS und in Australien auf ABC1 TV im Juni und Juli 2010.
2001 strahlte BBC Radio 4 eine Hörspielbearbeitung in Form von fünf einstündigen Folgen aus. Der Erzähler war Ian McKellen.
Little Dorrit ist die Folie für Peter Ackroyds Erstlingsroman The Great Fire of London (1982).
Dickens’ Roman inspirierte die Künstlerin Monica McKelvey Johnson zu ihrem Webcomic The Adventures of Dorrit Little by artist.

### Karte zum Roman
- Little Dorrit Map.